# De fluit met zes smurfen (stripalbum)
De fluit met zes smurfen is het negende stripalbum uit de reeks Johan en Pirrewiet. Het verhaal verscheen voor het eerst in 1958 en 1959 in de nummers 1047 tot en met 1086 van weekblad Spirou. Het album volgde in 1960.
Dit verhaal vormt een keerpunt in de carrière van Peyo. Hier tekende hij voor het eerst de Smurfen, die later veel populairder zouden worden dan Johan en Pirrewiet. Kort na het verschijnen van dit verhaal in Robbedoes zag Yvan Delporte wel meer in de blauwe dwergen. Zo verschenen enkele miniverhalen over de Smurfen. Zo begonnen ze stilaan met de verovering van de wereld.

## Achtergrond
Het woord "schtroumpf" (Frans voor "Smurf") ontstond toen Peyo zijn vriend André Franquin in 1957 het zout vroeg, maar niet op het woord kon komen. "Geef me de "schtroumpf" eens," zei Peyo. De smurfentaal was geboren, want Peyo en Franquin smurften nog een hele avond door. Toen Peyo dwergjes verzon voor zijn nieuwe avontuur kwam het woord snel weer boven. De blauwe kleur werd door eliminatie van de andere kleuren bepaald door Nine, de vrouw van Peyo. Veel keuze was er toen ook niet, enkel wat basiskleuren. Alleen blauw bleek geschikt.
Het verhaal heette aanvankelijk De wonderfluit (Frans: La Flûte à six trous), maar werd voor het album omgedoopt tot zijn huidige naam. De "smurfen" staan hierbij voor de gaten. Het is ook het eerste verhaal dat 60 pagina's telt, wat Peyo naar eigen zeggen de kans gaf de grappen in de avonturen beter te ontwikkelen.
In het verhaal wordt de spanning rond de Smurfen zo opgebouwd dat pas heel laat duidelijk wordt wie ze zijn.

## Verhaal
Pirrewiet krijgt via een koopman een toverfluit met 6 gaten in bezit. Wie de muziek van deze fluit hoort, begint tegen zijn/haar wil te dansen. Bij langdurige blootstelling valt de persoon uiteindelijk in zwijm. Een zekere Matthijs Pepersack probeert de fluit af te pakken omdat hij inziet dat het hem veel geld kan opbrengen. Hij wint Pirrewiets vertrouwen en kan zo de fluit stelen. Met een doof paard reist hij vervolgens het land door, en laat hij rijke burgers dansen en in zwijm vallen zodat hij die kan beroven. Johan en Pirrewiet proberen hem de fluit af te nemen, maar zien in dat ze niet zonder hulp verder kunnen. Ze gaan te rade bij Homnibus (uit Het raadsel van de maansteen) die hen verwijst naar de makers van de fluit, de Smurfen. Homnibus tovert de helden naar het onzalige land, waar de Smurfen wonen. Daar worden ze ontvangen door Grote Smurf die besluit te helpen door ze een nieuwe fluit te geven. De Smurfen zwoegen dag en nacht en na enkele dagen is de fluit af.
Intussen heeft Pepersack een plan beraamd met een oude bekende, heer van Eigenheim. Samen willen ze met het gestolen geld van Pepersack een leger op de been brengen. Daarvoor gaat hij overzee mannen ronselen. De Smurfen volgen Pepersack al een hele tijd, maar hun spoor loopt dood aan de kust. Johan lokt Eigenheim dan maar naar de kust onder het voorwendsel dat Pepersack Eigenheims hulp nodig heeft. Eigenheim leidt hen naar Pepersack. Eenmaal bij Pepersack komt het tot een confrontatie waarbij Pepersack en Pirrewiet beiden op hun fluit spelen in de hoop de andere in zwijm te laten vallen. Uiteindelijk trekt Pirrewiet aan het langste eind. Pepersack en Eigenheim worden gevangengenomen en de Smurfen krijgen de fluiten terug.

## Prequel
In 2008 verscheen bij Le Lombard ook het (onvertaalde) stripalbum Les schtroumpfeurs de flûte. Dit album is het eerste album van een aparte reeks rond de Smurfen, maar vormt tevens de prequel voor De fluit met zes smurfen. Het lost een aantal onopgeloste vragen van het verhaal op, nl. hoe de fluit bij de koopman terechtkwam en waarom Smurfen die eigenlijk maken.

## Film
In 1975 kwam een tekenfilmversie van dit album in de zalen. Deze werd gerealiseerd door Belvision met de medewerking van Peyo en Yvan Delporte. Het verhaal volgt het album vrij goed. De Franstalige versie is sinds 2008 verkrijgbaar op dvd. Van deze film werd ook een boekversie gemaakt. Een andere papieren uitgave bestaat uit kleine boekjes die elk een losstaande scène uit het verhaal beschrijven.